# ナポリ地下鉄6号線
ナポリ地下鉄6号線は、ナポリ地下鉄の地下鉄路線。

## 概要
6号線の最初の区間の工事は2002年に再開した。
この区間は8つの駅があり全長は5.5kmである。所要時間は16分で、頻繁な時は8分毎、間隔が空く場合は16分毎となる。費用は250,000,000ユーロである。。

## 歴史
計画は当初「Linea Tranviaria Rapida」と言う名前で1990年のワールドカップのために実現したがすぐに中止にせざるをえなかった。作業は実際は始まっていて、ワールドカップで中止したわけではなく1990年に中断され何年も放置された。
「モグラ」、つまりドリルは現在も地下のメルジェッリーナ駅とトッレッタ駅間のトンネルの掘削作業に続いている自然の空洞にある。
2007年1月11日、最初の区間（「モストラ」-「メルジェッリーナ」）が完成し、ロマーノ・プローディ、アントニオ・バッソリーノ、ローザ・ルッソ・イエルヴォリーノや報道に公開した。一般には2007年2月4日に公開された。
2006年の7月には、ムニチーピオ駅までの路線の延長のための準備作業（営業しながら配管の移動）が始まった。2024年7月17日にムニチピオ駅からモストラ駅までの完成した地下鉄区間が開通されました。

## 駅一覧
| 停車駅                           | 開業 | 乗換 | 備考 |
| -------------------------------- | ---- | ---- | ---- |
| ムニチーピオ                     | 2024 |      |      |
| キアイア＝モンテ・ディ・ディーオ | 2024 |      |      |
| サン・パスクアーレ               | 2024 |      |      |
| アルコ・ミレッリ                 | 2024 |      |      |
| メルジェッリーナ                 | 2007 |      |      |
| ラーラ                           | 2007 |      |      |
| アウグスト                       | 2007 |      |      |
| モストラ                         | 2007 |      |      |